# Ochthoeca piurae
Ochthoeca piurae е вид птица от семейство Tyrannidae. Видът е почти застрашен от изчезване.

## Разпространение
Видът е разпространен в Перу.